# يوهان داهل
يوهان داهل (بالألمانية: Johann Siegwald Dahl)‏ (و. 1827 – 1902 م) هو رسام ألماني، ولد في درسدن، توفي في درسدن، عن عمر يناهز 75 عاماً.

## التعليم
تعلم في Dresden Academy of Fine Arts ‏
.